# Waldemar Erfurth
Waldemar Erfurth, född 4 augusti 1879 i Berlin, död 2 maj 1971 i Tübingen, var en tysk general i infanteriet.
Under andra världskriget var han förbindelseofficer i det finländska högkvarteret i St. Michel mellan 1941 och 1944. Han har bland annat skrivit "Krigsdagbok november 1943 - september 1944" (1954, Söderströms förlag) samt om Murmanbanan (på finska Muurmannin radan ongelma,1952).